# Lavos
Lavos is een plaats (freguesia) in de Portugese gemeente Figueira da Foz en telt 4171 inwoners (2001).